# Kaisereiche (Füttersee)

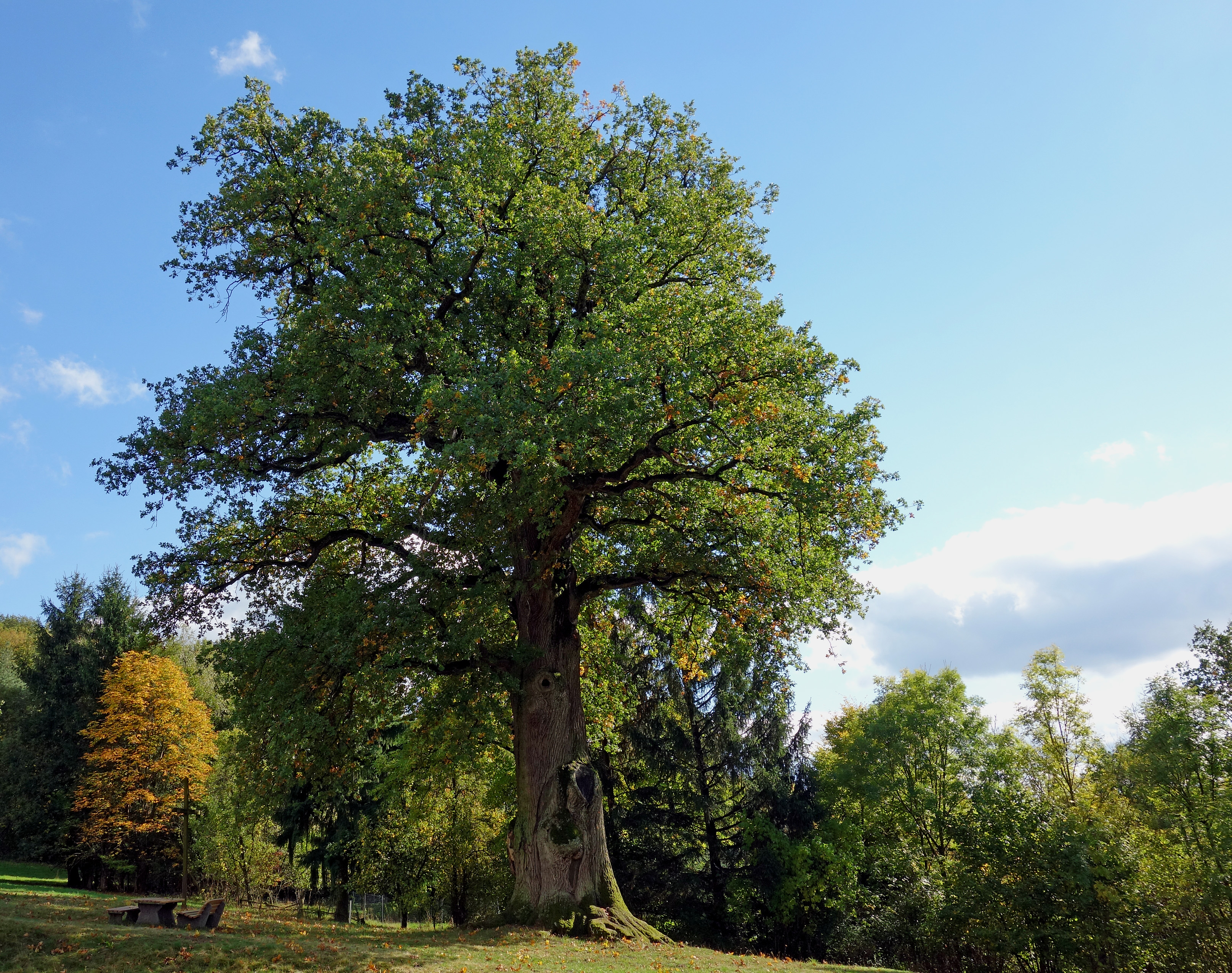
Kaisereiche

Die Kaisereiche (auch Karlseiche genannt) steht auf einer Wiese am Waldrand oberhalb des kleinen Dorfes Füttersee, eines Ortsteils von Geiselwind. Die Stieleiche zählt zu den ältesten Solitärbäumen in Deutschland.

## Geschichte
Der Sage nach soll Karl der Große bei einer seiner Reisen unter der Eiche geruht haben. Einer anderen Sage zufolge soll der Baum zu Zeiten Karls des Großen gepflanzt worden sein, wovon dann später die Eiche ihren Namen erhielt. Nach einer weiteren Schilderung soll Kaiser Barbarossa einst an der Eiche eine Entscheidung zu Gunsten der Bauern gegen den Abt von Ebrach getroffen haben. Nach diesen Sagen wäre der Baum etwa 1200 Jahre alt. Die Formausprägung und vor allem die Rindenmerkmale deuten allerdings auf ein Alter von 600 bis 800 Jahren hin; andere Quellen sprechen von 400 bis 500 Jahren. Jedenfalls ist die Eiche beachtlich stark und alt.

## Beschreibung
Auffallend an der Stieleiche ist der kraftvolle Stammansatz mit dem oberirdischen Wurzelwerk. Über dem Boden sind die Wurzeln wie Stützen ausgelegt und dringen dann erst ins Erdreich ein. Im Bodenbereich hat die Eiche einen Stammumfang von 17,4 Metern. Der Schaft ist bis in sechs Meter Höhe astfrei. Sichtbar in diesem Bereich sind die ausgehöhlten Schnittflächen von früheren Seitenästen, aber auch einige tote Stellen. Diese Sektionen haben schon längere Zeit nicht mehr zum Dickenwachstum beigetragen. Anhand des Wundverschlusses der gekappten Hauptäste dürfte die Kappung der Äste mehr als 40 Jahre zurückliegen. Die Eiche steht in voller Lebenskraft und hat sich im Vergleich zu den Abbildungen aus dem Jahre 1980 kaum verändert. Der Stammumfang in einem Meter Höhe betrug im Jahre 2001 7,92 Meter. An der Stelle seines geringsten Durchmessers hat der Stamm derzeit einen Umfang von 7,6 Metern. Die Höhe der Eiche beträgt 35 und der Kronendurchmesser 27 Meter. Die locker-kugelförmige Krone ist harmonisch aufgebaut, obwohl im unteren Teil einige Äste fehlen. Sie wird aus überwiegend schlankeren Ästen gebildet.
Der Orkan Fabienne hat am 23. September 2018 die Eiche mit voller Kraft erwischt. Etwa die Hälfte der Krone ist abgebrochen.

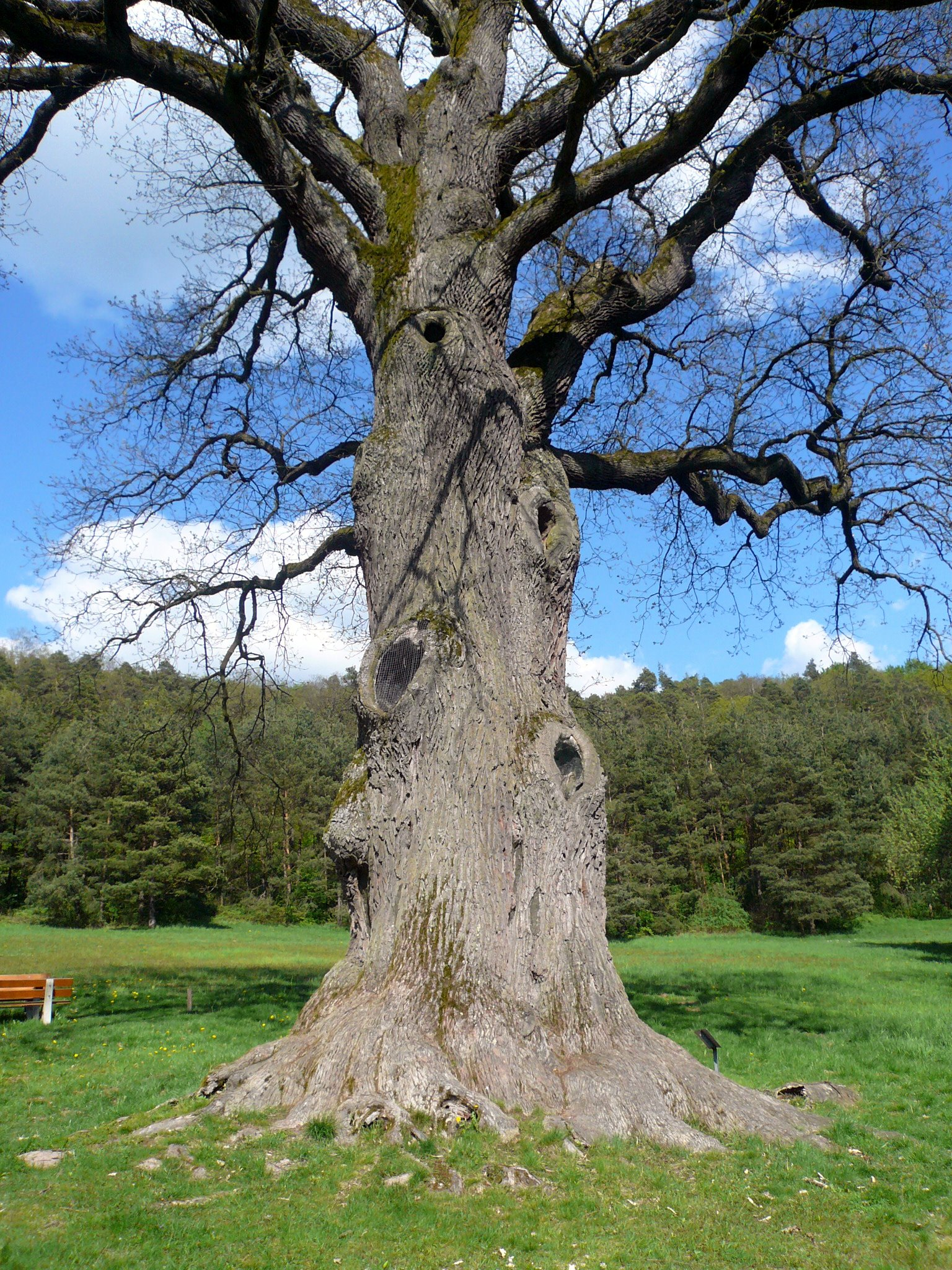
Stammbereich der Kaisereiche
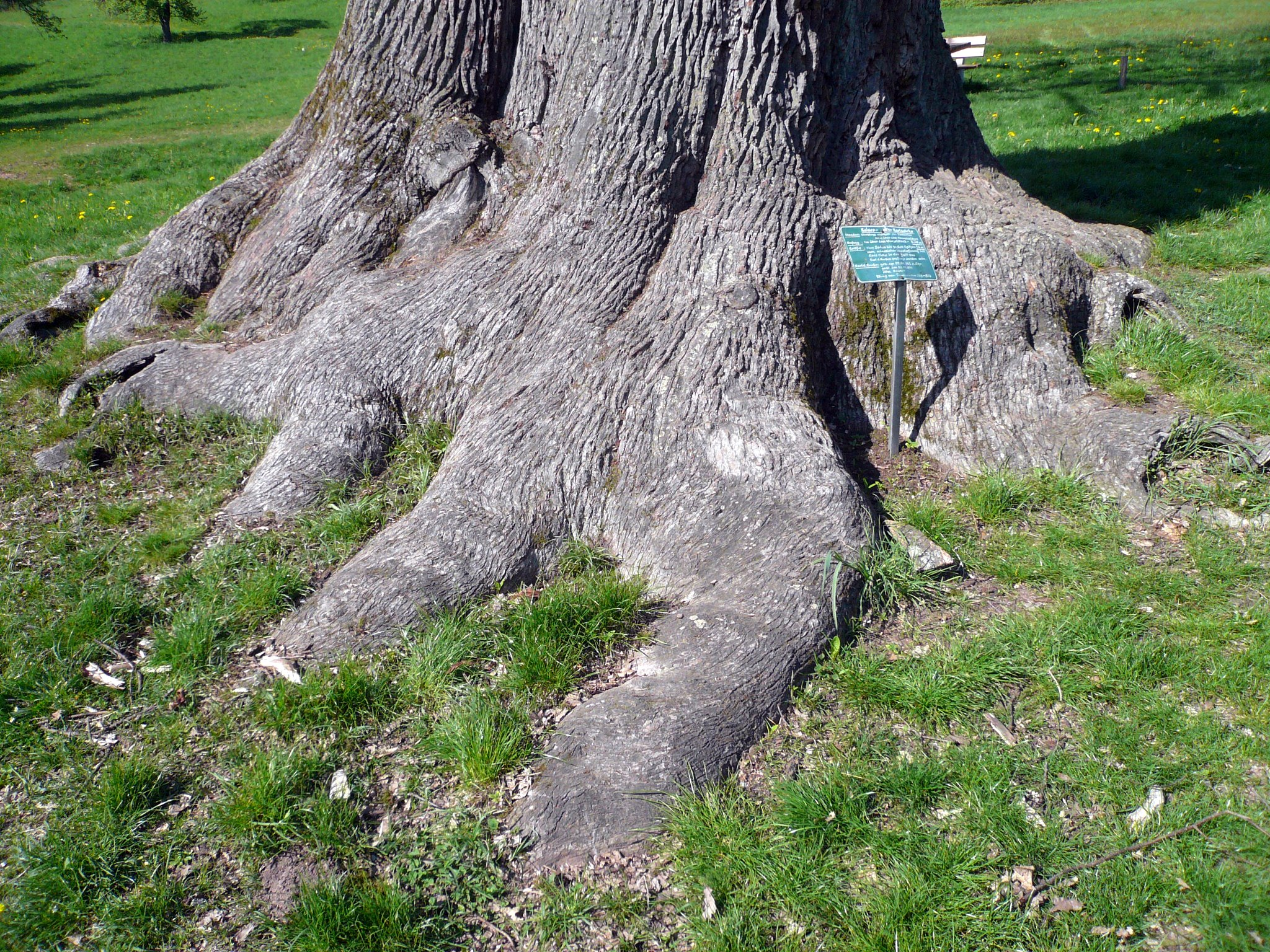
Wurzelbereich der Kaisereiche
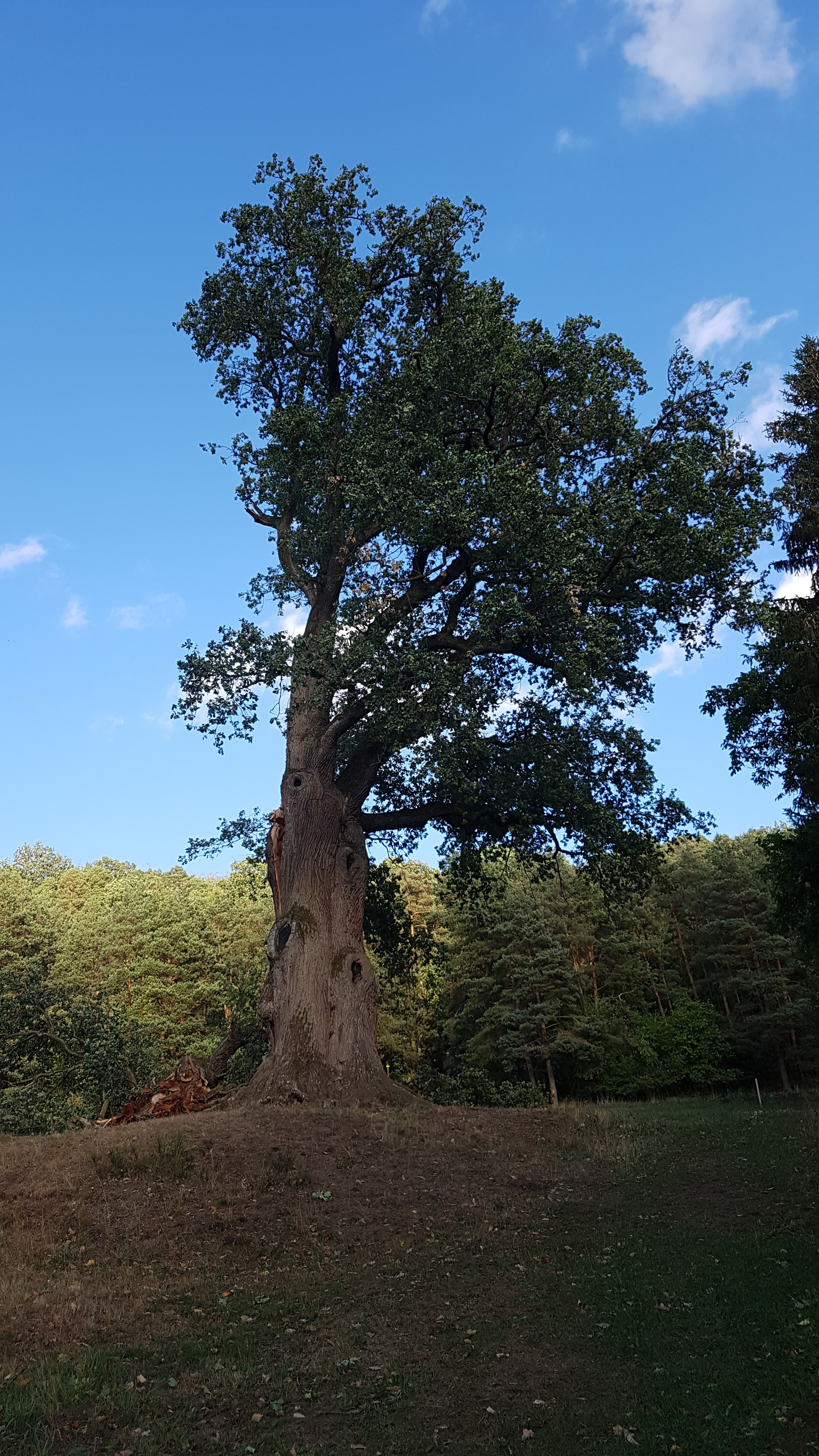
Die Zerstörungen nach dem Orkan Fabienne